# 新武呂溪魚類保護區
新武呂溪魚類保護區位於臺灣臺東縣海端鄉，為依據《野生動物保育法》公告之野生動物保護區。在有楠梓仙溪野生動物保護區成立的前例下，當地也發起保育行動，並在1998年公告成立保護區。範圍自新武呂溪初來橋起，往上游包括支流大崙溪、霧鹿溪以及武拉庫散溪部分河段，總長度37.1公里，面積達292公頃。

## 外部連結
- 國家重要濕地保育計畫：新武呂溪濕地
- 台東縣海端鄉新武呂溪野生動物重要棲息環境 （页面存档备份，存于）